# Ralph Dacre, 1. Baron Dacre of Gilsland
Ralph Dacre, 1. Baron Dacre of Gilsland (* um 1412; † 29. März 1461) war ein englischer Adliger.

## Leben
Ralph (auch Randolph) war der zweite Sohn von Thomas Dacre, 6. Baron Dacre und Philippa Neville, eine Tochter des Ralph Neville, 1. Earl of Westmorland.
Beim Tod des Vaters im Januar 1458 ging der Titel des Baron Dacre an Joan Dacre über. Sie war die Tochter und Erbin des ältesten Sohnes von Thomas Dacre, John Dacre, der kurz vor seinem Vater verstarb. Da Joan mit Richard Fiennes verheiratet war, wurde dieser iure uxoris 7. Baron Dacre.
Richard Fiennes war ein Anhänger des Hauses York, so dass König Heinrich VI. (Haus Lancaster) für Ralph Dacre, der ein treuer Lancastrian war, einen neuen Titel schuf. So wurde er mit Writ of Summons vom 9. Oktober 1459 als Baron Dacre of Gilsland ins House of Lords berufen.
Die beiden Baronien, Baron Dacre und Baron Dacre of Gilsland wurden auch als Baron Dacre of the South und Baron Dacre of the North bezeichnet.
Während der Rosenkriege kämpfte Ralph Dacre für Lancaster 1460 bei der Schlacht von Wakefield und 1461 bei den Schlachten von St Albans und Towton.
Ralph fiel am 29. März 1461 in Towton und wurde posthum vom ersten Parlament unter Eduard IV. geächtet (attainded), womit der Titel des Baron Dacre of Gilsland (alias Dacre of the North) erlosch.
Ralph fand seine letzte Ruhestätte in der All Saints Church in Saxton, North Yorkshire.